# Togetsukyō (Kimi omou)
„Togetsukyō ~Kimi omou~” (jap. 渡月橋 〜君 想ふ〜) – czterdziesty pierwszy singel japońskiej piosenkarki Mai Kuraki, wydany 12 kwietnia 2017 roku. Został wydany w czterech edycjach: regularnej, limitowanej, FC & Musing Edition oraz „Detektyw Conan”. Utwór Muteki na Heart został wykorzystany jako 55 ending (odc. 876~886) anime Detektyw Conan oraz piosenka przewodnia filmu Meitantei Conan: Kara kurenai no love letter. 13 września 2017 roku ukazała się edycja Kyōto-ban (jap. 京都盤).
Singel osiągnął 5 pozycję w rankingu Oricon i pozostał na liście przez 42 tygodnie, sprzedał się w nakładzie 76 305 egzemplarzy i zdobył status platynowej płyty (digital download).

## Lista utworów

### Wersja regularna
| CD | CD | CD         | CD               | CD               | CD      |
| Nr | Tytuł utworu                                                                                           | Tekst      | Kompozycja       | Aranżacja        | Długość |
| -- | --- | ---------- | ---------------- | ---------------- | ------- |
| 1. | „Togetsukyō ~Kimi omou~” (jap. 渡月橋 〜君 想ふ〜)                                                     | Mai Kuraki | Akihito Tokunaga | Akihito Tokunaga | 4:07    |
| 2. | „Togetsukyō ~Kimi omou~” (jap. 渡月橋 〜君 想ふ〜) (Instrumental)                                      |            | Akihito Tokunaga | Akihito Tokunaga | 4:07    |
| 3. | „Time After Time (Hana Mau Machi de)” (jap. Time after time〜花舞う街で〜) (TIME TRAVEL PARADOX REMIX) | Mai Kuraki | Aika Ōno         | Cybersound       | 4:54    |

### Wersja limitowana
| CD | CD                                                                | CD         | CD               | CD               | CD      |
| Nr | Tytuł utworu                                                      | Tekst      | Kompozycja       | Aranżacja        | Długość |
| -- | ----------------------------------------------------------------- | ---------- | ---------------- | ---------------- | ------- |
| 1. | „Togetsukyō ~Kimi omou~” (jap. 渡月橋 〜君 想ふ〜)                | Mai Kuraki | Akihito Tokunaga | Akihito Tokunaga | 4:07    |
| 2. | „Togetsukyō ~Kimi omou~” (jap. 渡月橋 〜君 想ふ〜) (Instrumental) |            | Akihito Tokunaga | Akihito Tokunaga | 4:07    |

| DVD | DVD                                                              | DVD     |
| Nr  | Tytuł utworu                                                     | Długość |
| --- | ---------------------------------------------------------------- | ------- |
| 1.  | „Togetsukyō ~Kimi omou~” (jap. 渡月橋 〜君 想ふ〜) (Music Clip)) |         |

### Kyōto-ban
| CD | CD                                                                                           | CD         | CD               | CD               | CD      |
| Nr | Tytuł utworu                                                                                 | Tekst      | Kompozycja       | Aranżacja        | Długość |
| -- | -------------------------------------------------------------------------------------------- | ---------- | ---------------- | ---------------- | ------- |
| 1. | „Togetsukyō ~Kimi omou~” (jap. 渡月橋 〜君 想ふ〜)                                           | Mai Kuraki | Akihito Tokunaga | Akihito Tokunaga | 4:07    |
| 2. | „Togetsukyō ~Kimi omou~” (jap. 渡月橋 〜君 想ふ〜) (Instrumental)                            |            | Akihito Tokunaga | Akihito Tokunaga | 4:07    |
| 3. | „Togetsukyō ~Kimi omou~ (Wagakki Ver.)” (jap. 渡月橋 〜君 想ふ〜) (和楽器 Ver./Instrumental) |            | Akihito Tokunaga | Akihito Tokunaga |         |

## Notowania
| Lista                             | Pozycja |
| --------------------------------- | ------- |
| Oricon Weekly Singles Chart       | 5       |
| Oricon Yearly Singles Chart       | 19      |
| Billboard Japan Hot 100           | 2       |
| Billboard Japan Top Singles Sales | 5       |